# 希沃
希沃（英語：seewo）是中国大陆的一个专门生产电子白板、触控一体机、电子班牌等产品的教育配件制造商，旗下另有希沃白板、班级优化大师、希沃易课堂等软件，该公司的触控一体机也用于一些地方的教室等场所。2019冠状病毒病疫情期间，希沃向所有中国大陆的公立学校师生免费开放云课堂。